# Aconitum franchetii
Aconitum franchetii är en ranunkelväxtart som beskrevs av Achille Eugène Finet och Gagnep.. Aconitum franchetii ingår i släktet stormhattar, och familjen ranunkelväxter.

## Underarter
Arten delas in i följande underarter:
- A. f. geniculatum
- A. f. glabrescens
- A. f. lasiocalyx
- A. f. subnaviculare
- A. f. villosulum